# Schaatsen op de Olympische Winterspelen 1960
Schaatsen is een van de sporten die beoefend werden tijdens de Olympische Winterspelen 1960 in Squaw Valley, Verenigde Staten. De schaatswedstrijden werden gehouden op de Squaw Valley Olympic Skating Rink.
Voor het eerst deden vrouwen officieel mee met een viertal onderdelen. In Lake Placid, 1932 werden wedstrijden voor vrouwen georganiseerd als demonstratiesport.

## Heren

### 500 m
| Rang   | Sporter(s)         | Land | Tijd | Verschil |
| ------ | ------------------ | ---- | ---- | -------- |
| Goud   | Jevgeni Grisjin    | URS  | 40,2 | =WR      |
| Zilver | William Disney     | USA  | 40,3 | + 0,1    |
| Brons  | Rafael Gratsj      | URS  | 40,4 | + 0,2    |
| 4      | Hasse Wilhelmsson  | SWE  | 40,5 | + 0,3    |
| 5      | Gennadi Voronin    | URS  | 40,7 | + 0,5    |
| 6      | Alv Gjestvang      | NOR  | 40,8 | + 0,6    |
| 7      | Richard McDermott  | USA  | 40,9 | + 0,7    |
| 7      | Toivo Salonen      | FIN  | 40,9 | + 0,7    |
|        |                    |      |      |          |
| 10     | Henk van der Grift | NED  | 41,2 | + 1,0    |
| 28     | Wim de Graaff      | NED  | 42,9 | + 2,7    |
| 33     | Jan Pesman         | NED  | 43,4 | + 3,2    |

### 1500 m
| Rang  | Sporter(s)         | Land | Tijd   | Verschil |
| ----- | ------------------ | ---- | ------ | -------- |
| Goud  | Roald Aas          | NOR  | 2:10,4 |          |
| Goud  | Jevgeni Grisjin    | URS  | 2:10,4 |          |
| Brons | Boris Stenin       | URS  | 2:11,5 | + 1,1    |
| 4     | Jouko Jokinen      | FIN  | 2:12,0 | + 1,6    |
| 5     | Per-Olof Brogren   | SWE  | 2:13,1 | + 2,7    |
| 5     | Juhani Järvinen    | FIN  | 2:13,1 | + 2,7    |
| 7     | Toivo Salonen      | FIN  | 2:13,1 | + 2,7    |
| 8     | André Kouprianoff  | FRA  | 2:13,3 | + 2,9    |
|       |                    |      |        |          |
| 15    | Wim de Graaff      | NED  | 2:16,5 | + 6,1    |
|       | Henk van der Grift | NED  | DNF    |          |

### 5000 m
| Rang   | Sporter(s)         | Land | Tijd   | Verschil |
| ------ | ------------------ | ---- | ------ | -------- |
| Goud   | Viktor Kositsjkin  | URS  | 7:51,3 |          |
| Zilver | Knut Johannesen    | NOR  | 8:00,8 | + 9,5    |
| Brons  | Jan Pesman         | NED  | 8:05,1 | + 13,8   |
| 4      | Torstein Seiersten | NOR  | 8:05,3 | + 14,0   |
| 5      | Valeri Kotov       | URS  | 8:05,4 | + 14,1   |
| 6      | Oleg Gontsjarenko  | URS  | 8:06,6 | + 15,3   |
| 7      | Ivar Nilsson       | SWE  | 8:09,1 | + 17,8   |
| 7      | Keijo Tapiovaara   | FIN  | 8:09,1 | + 17,8   |
|        |                    |      |        |          |
| 19     | Jeen van den Berg  | NED  | 8:22,4 | + 31,1   |
| 20     | Kees Broekman      | NED  | 8:22,9 | + 31,6   |

### 10.000 m
| Rang   | Sporter(s)         | Land | Tijd    | Verschil |
| ------ | ------------------ | ---- | ------- | -------- |
| Goud   | Knut Johannesen    | NOR  | 15:46,6 | WR       |
| Zilver | Viktor Kositsjkin  | URS  | 15:49,2 | + 2,6    |
| Brons  | Kjell Bäckman      | SWE  | 16:14,2 | + 27,6   |
| 4      | Ivar Nilsson       | SWE  | 16:26,0 | + 39,4   |
| 5      | Terence Monaghan   | GBR  | 16:31,6 | + 45,0   |
| 6      | Torstein Seiersten | NOR  | 16:33,4 | + 46,8   |
| 7      | Olle Dahlberg      | SWE  | 16:34,6 | + 48,0   |
| 8      | Juhani Järvinen    | FIN  | 16:35,4 | + 48,8   |
|        |                    |      |         |          |
| 12     | Jan Pesman         | NED  | 16:41,0 | + 54,4   |
| 16     | Kees Broekman      | NED  | 16:59,9 | + 1:13,3 |
| 22     | Jeen van den Berg  | NED  | 17:23,5 | + 1:36,9 |

## Dames

### 500 m
| Rang   | Sporter(s)         | Land | Tijd | Verschil |
| ------ | ------------------ | ---- | ---- | -------- |
| Goud   | Helga Haase        | EUA  | 45,9 | OR       |
| Zilver | Natalja Dontsjenko | URS  | 46,0 | + 0,1    |
| Brons  | Jeanne Ashworth    | USA  | 46,1 | + 0,2    |
| 4      | Tamara Rilova      | URS  | 46,2 | + 0,3    |
| 5      | Hatsue Takemizawa  | JPN  | 46,6 | + 0,7    |
| 6      | Klara Goeseva      | URS  | 46,8 | + 0,9    |
| 6      | Elwira Seroczyńska | POL  | 46,8 | + 0,9    |
| 8      | Fumie Hama         | JPN  | 47,4 | + 1,5    |

### 1000 m
| Rang   | Sporter(s)        | Land | Tijd   | Verschil |
| ------ | ----------------- | ---- | ------ | -------- |
| Goud   | Klara Goeseva     | URS  | 1:34,1 | OR       |
| Zilver | Helga Haase       | EUA  | 1:34,3 | + 0,2    |
| Brons  | Tamara Rilova     | URS  | 1:34,8 | + 0,7    |
| 4      | Lidia Skoblikova  | URS  | 1:35,3 | + 1,2    |
| 5      | Hatsue Takemizawa | JPN  | 1:35,8 | + 1,7    |
| 5      | Helena Pilejczyk  | POL  | 1:35,8 | + 1,7    |
| 7      | Fumie Hama        | JPN  | 1:36,1 | + 2,0    |
| 8      | Jeanne Ashworth   | USA  | 1:36,5 | + 2,4    |

### 1500 m
| Rang   | Sporter(s)          | Land | Tijd   | Verschil |
| ------ | ------------------- | ---- | ------ | -------- |
| Goud   | Lidia Skoblikova    | URS  | 2:25,2 | WR       |
| Zilver | Elwira Seroczyńska  | POL  | 2:25,7 | + 0,5    |
| Brons  | Helena Pilejczyk    | POL  | 2:27,1 | + 1,9    |
| 4      | Klara Goeseva       | URS  | 2:28,7 | + 3,5    |
| 5      | Valentina Stenina   | URS  | 2:29,2 | + 4,0    |
| 6      | Iris Sihvonen       | FIN  | 2:29,7 | + 4,5    |
| 7      | Christina Scherling | SWE  | 2:31,5 | + 6,3    |
| 8      | Helga Haase         | EUA  | 2:31,7 | + 6,5    |

### 3000 m
| Rang   | Sporter(s)          | Land | Tijd   | Verschil |
| ------ | ------------------- | ---- | ------ | -------- |
| Goud   | Lidia Skoblikova    | URS  | 5:14,3 | OR       |
| Zilver | Valentina Stenina   | URS  | 5:16,9 | + 2,6    |
| Brons  | Eevi Huttunen       | FIN  | 5:21,0 | + 6,7    |
| 4      | Hatsue Takemizawa   | JPN  | 5:21,4 | + 7,1    |
| 5      | Christina Scherling | SWE  | 5:25,5 | + 11,2   |
| 6      | Helena Pilejczyk    | POL  | 5:26,2 | + 11,9   |
| 7      | Elwira Seroczyńska  | POL  | 5:27,3 | + 13,0   |
| 8      | Jeanne Ashworth     | USA  | 5:28,5 | + 14,2   |

## Medaillespiegel
| Plaats | Land               | NOC    | Goud | Zilver | Brons | Totaal |
| ------ | ------------------ | ------ | ---- | ------ | ----- | ------ |
| 1      | Sovjet-Unie        | URS    | 6    | 3      | 3     | 12     |
| 2      | Noorwegen          | NOR    | 2    | 1      | 0     | 3      |
| 3      | Duits eenheidsteam | EUA    | 1    | 1      | 0     | 2      |
| 4      | Polen              | POL    | 0    | 1      | 1     | 2      |
| 4      | Verenigde Staten   | USA    | 0    | 1      | 1     | 2      |
| 6      | Finland            | FIN    | 0    | 0      | 1     | 1      |
| 6      | Nederland          | NED    | 0    | 0      | 1     | 1      |
| 6      | Zweden             | SWE    | 0    | 0      | 1     | 1      |
| Totaal | Totaal             | Totaal | 9    | 7      | 8     | 24     |

Chamonix 1924 · 
St. Moritz 1928 · 
Lake Placid 1932 · 
Garmisch-Partenkirchen 1936 · 
St. Moritz 1948 · 
Oslo 1952 · 
Cortina d'Ampezzo 1956 · 
Squaw Valley 1960 · 
Innsbruck 1964 · 
Grenoble 1968 · 
Sapporo 1972 · 
Innsbruck 1976 · 
Lake Placid 1980 · 
Sarajevo 1984 · 
Calgary 1988 · 
Albertville 1992 · 
Lillehammer 1994 · 
Nagano 1998 · 
Salt Lake City 2002 · 
Turijn 2006 · 
Vancouver 2010 · 
Sotsji 2014 · 
Pyeongchang 2018 · 
Peking 2022 · 
Milaan 2026
Lijst van olympische medaillewinnaars
Alpineskiën · Biatlon · Kunstrijden · Langlaufen · Noordse combinatie · Schaatsen · Schansspringen · IJshockey